# Burgen (bei Bernkastel-Kues)
Burgen ist eine Ortsgemeinde im Landkreis Bernkastel-Wittlich in Rheinland-Pfalz. Sie gehört der Verbandsgemeinde Bernkastel-Kues an.

## Geographie
Zu Burgen gehört auch der Gemeindeteil Burgenfahls, früher auch Fahls genannt.

### Lage
Die Ortsgemeinde liegt im äußersten Zipfel eines Urstromtals der Mittelmosel, welches sich zu einer Zeit ausprägte, in der der Fluss noch nicht auf sein heutiges Bett festgelegt war. Burgen befindet sich direkt unterhalb der ersten Hunsrückwälder und liegt verkehrstechnisch in einer Sackgasse, kann jedoch aus zwei Richtungen, aus Brauneberg über die Kreisstraße 87 und aus Veldenz über die Kreisstraße 89, erreicht werden. Südlich der Ortsgemeinde befindet sich der Brauneberger Ortsteil Hirzlei; dort endet auch die Kreisstraße 87. Ein Durchgangsverkehr findet nahezu nicht statt.

### Nachbargemeinden
Benachbarte Gemeinden sind unter anderem Brauneberg mit dem Ortsteil Hirzlei oder auch Veldenz. Nächstgelegenes Mittelzentrum ist die Stadt Bernkastel-Kues, etwa sechs Kilometer entfernt, sowie die Kreisstadt Wittlich, etwa 14 Kilometer entfernt. Trier liegt in etwa 30 Kilometer Entfernung.

### Klima
Burgen liegt innerhalb der gemäßigten Klimazone; es herrscht ein im Vergleich zu anderen Regionen Deutschlands sehr warmes und sonniges Klima – im benachbarten Brauneberg wurde am 11. August 1998 die Rekordtemperatur von 41,2 °C im Schatten, die höchste jemals in der Deutschland gemessene Lufttemperatur, festgestellt. Durch die Lage im Lee der Eifel werden Niederschläge bei Nordwestwetterlagen häufig abgehalten. Eine ständige Verdunstung des nahen Moselwassers führt zu regelmäßig hoher Luftfeuchtigkeit, die insbesondere im Sommer für teilweise belastendes, schwüles Wetter sorgt und auch zahlreiche Gewitter mit sich bringt.

## Geschichte
In der näheren Umgebung fand man Reste menschlicher Siedlungen aus der Bronzezeit sowie die Ruine einer Fluchtburg, der Heidenmauer, welche sich etwa 1,5 Kilometer östlich von Burgen hinter dem Schloss Veldenz befindet. Bereits etwa 500 v. Chr. erfolgte eine Besiedlung durch die Treverer, ein keltisch-germanisches Mischvolk, von dem sich auch der lateinische Name der Stadt Trier Augusta Treverorum herleitet. Rund 50 v. Chr. bis etwa 500 n. Chr. folgten schließlich die Römer, welche die strategisch günstige Lage des heutigen Burgen nutzten; das nahe Hunsrückplateau und die bedeutende Römerstraße von Trier über Bingen nach Mainz war relativ mühelos zu erreichen. Den Aufstieg zum Hunsrück sicherten sie mit Hilfe eines befestigten Militärstützpunktes; lat. burgus, woraus später im Volksmund Burgen wurde.
Seit 1946 ist der Ort Teil des damals neu gebildeten Landes Rheinland-Pfalz.

## Politik

### Gemeinderat
Der Ortsgemeinderat in Burgen besteht aus zwölf Ratsmitgliedern, die bei der Kommunalwahl am 9. Juni 2024 in einer personalisierten Verhältniswahl gewählt wurden, und der ehrenamtlichen Ortsbürgermeisterin als Vorsitzender.
Die Sitzverteilung im Gemeinderat:
| Wahl | WGE a | WGG b | WGS c | Gesamt   |
| ---- | ----- | ----- | ----- | -------- |
| 2024 | 8     | 4     | –     | 12 Sitze |
| 2019 | 7     | 4     | 1     | 12 Sitze |

### Bürgermeister
Simone Schimper (Wählergruppe Engel) wurde am 12. Juli 2024 Ortsbürgermeisterin von Burgen. Bei der Direktwahl am 9. Juni 2024 hatte sie sich mit 53,5 % der Stimmen gegen den Amtsinhaber durchgesetzt. Schimpers Vorgänger Reinhard Grasnick war bis 2024 Ortsbürgermeister von Burgen.

## Kultur und Sehenswürdigkeiten

### Weinkultur
In den Lagen Kirchberg, Hasenläufer und Römerberg wird Weinbau betrieben. Letzterer liegt im Südhang mit Ganztagssonne, tiefgründigem, humusreichem Devon-Schieferboden parallel zum berühmten Brauneberger Juffer. Der Hasenläufer liegt im Westhang des Geisbergs, dem angeblich einzigen komplett mit Wein bebauten Berg Europas. Im Ort existieren heute noch mehrere Weingüter; Riesling ist die übliche Rebsorte. Blauer Spätburgunder, Chardonnay, Dornfelder, Kerner, Rivaner, Silvaner und Weißburgunder werden unter anderem außerdem kultiviert.

### Sehenswürdigkeiten

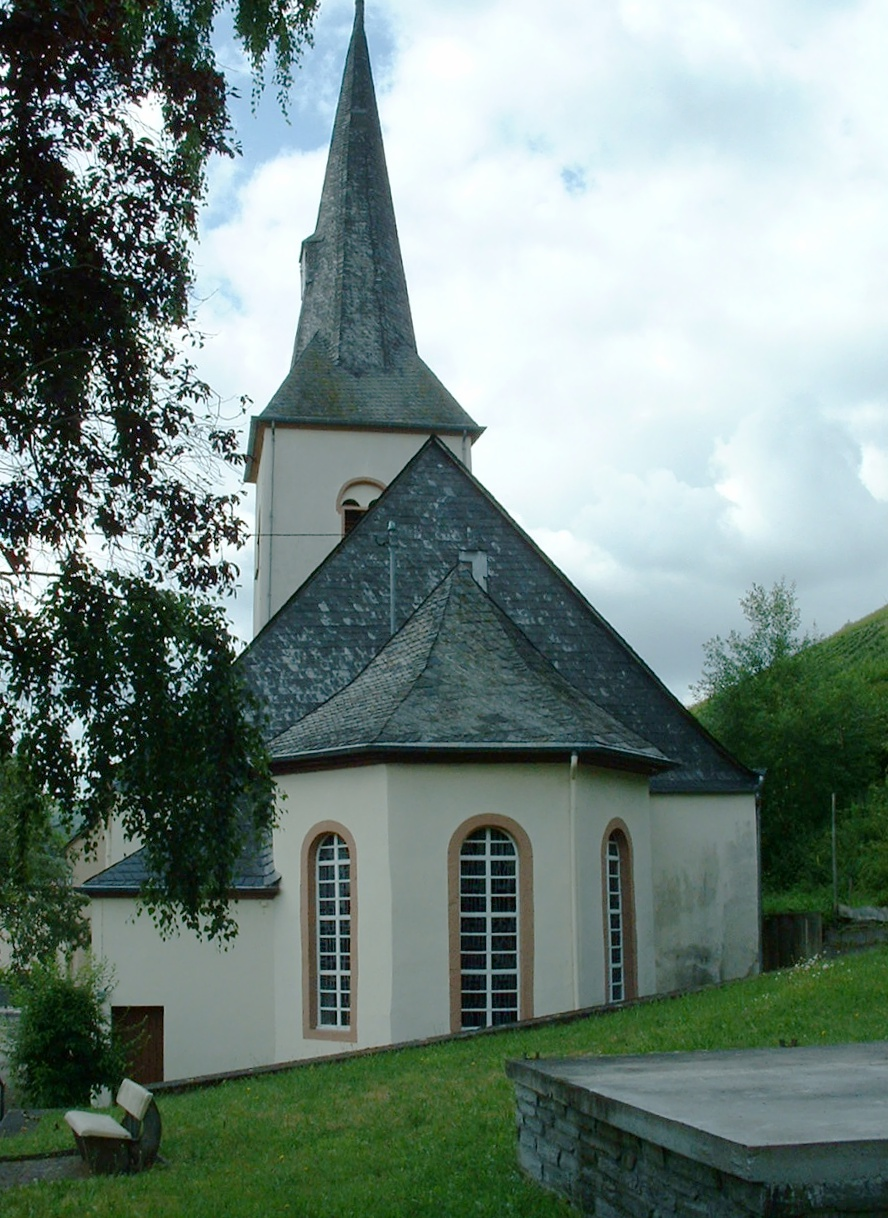
Evangelische Kirche

Restaurierte Fachwerk- und Bruchsteinhäuser, Weinstuben und Winzerhöfe prägen das Ortsbild. Erwähnenswert ist zudem die denkmalgeschützte Wassermühle aus dem späten Biedermeier von 1845 mit oberschlächtigen Wasserrad und zwei Mahlgängen. Neben regelmäßigen Führungen bietet das Museum Schautafeln und Informationen über die Epoche, einen kulturhistorischen Überblick zur Entwicklung der Mühlen sowie eine Beschreibung des Mahlvorganges mit Abstecher in die Lebensmittelkunde. Teil der Wassermühle ist eine großflächige Naturgartenanlage mit Bachlauf, Buchshecken, Trockenmauern und Kräuterbeet. Die Burgener sind außerdem stolz auf ihren echten Mammutbaum, der zwar ursprünglich nur im Sequoia National Park in Kalifornien vorkam, heute aber weltweit verbreitet ist und keine Besonderheit darstellt. In seiner gesamten Länge fließt zudem der Frohnbach offen durch das Dorf; insgesamt 19 steinerne, hölzerne und schmiedeeiserne Brücken und Stege überqueren den Bach. Keine Ortsgemeinde in der Region besitzt annähernd derart viele Brücken. In Burgen gibt es weiterhin eine Evangelische Kirche und eine katholische Kirche.
Siehe auch: Liste der Kulturdenkmäler in Burgen

### Regelmäßige Veranstaltungen
Regelmäßig findet in Burgen ein Fastnachtsumzug, ein Maibaumfest, der Deutsche Mühlentag (Pfingsten), ein Lindenfest des Musikvereins, ein Sommerfest des Gemischten Chores, die Burgener Kirmes, diverse Kellerfeste und der obligatorische Martinsumzug statt. Das "Burgener Bühnchen", eine Abteilung des Heimatvereins Burgen, veranstaltet Theateraufführungen. Im nahegelegenen Bernkastel-Kues findet alljährlich im angehenden Spätsommer das Große Weinfest der Mittelmosel, eines der größten Weinfeste der Mosel, statt.

### Sport
Burgen richtet gemeinsam mit der benachbarten Ortsgemeinde Veldenz und dem Morgan-Club Deutschland regelmäßig Hunsrück-Bergrennen für klassische Sportwagen aus. Im Jahr 2000 wurde außerdem Trier offizieller Austragungsort der Rallye Deutschland, einem Lauf zur Rallye-Weltmeisterschaft. Regelmäßig finden seitdem auch Wertungsprüfungen in den Weinbergen der Umgebung statt. Die Kurse zeichnen sich durch kurze, schnelle Geraden gefolgt von scharfen Abzweigen und Spitzkehren in Hanglage aus. Mehrere zehntausend Menschen kommen so am jeweiligen Wochenende im August in die Region um Burgen.

## Wirtschaft und Infrastruktur
Eine bedeutende Rolle spielt von jeher der Weinbau. Wanderwege führen um den Ort. Burgen zählt zum Verkehrsverbund Region Trier (VRT).

## Persönlichkeiten
- Johann Peter Petri (* 1752; † 1812), Komplize des Schinderhannes, Namensgeber für das Kartenspiel Schwarzer Peter.